# Rosenvial
Rosenvial (Lathyrus latifolius) är en ört i familjen ärtväxter. Ursprunglig i centrala och södra Europa, samt i Nordafrika. Numera förvildad på många håll, bland annat i Sverige. Odlas som prydnadsväxt.
Rosenvial är en flerårig, klättrande ört, upp till 4 m, kal stjälk och bladskaft med breda vingkanter. Bladen är parbladiga med ett par småblad och ett grenigt klänge, elliptiska, upp till 8 cm långa. Stiplerna är lika breda eller bredare än stjälken. Blommorna sitter i klasar på långa stjälkar i bladvecken. De kan vara purpurrosa till rosa eller vita, doftlösa. Frukten är en balja med många frön.
Närstående vingvial (L. heterophyllus) har smalare stipler och övre blad som ofta har två par småblad. En annan liknande art är backvial (L. sylvestris) som men skiljer sig genom längre och smalare småblad, mindre blommor och smalare stipler. 
Artepitetet latifolius (lat.) betyder bredbladig.

## Sorter
- 'Albus' - vita blommor.
- 'Blushing Bride' - blommor i vitt och rosa.
- 'Pink Beauty' - blommor i mörkt purpur och rött.
- 'Red Pearl' ('Rote Perle', 'Splendens') - blommor djupt mörkrosa.
- 'Rosa Perle' ('Pink Pearl') - har rent rosa blommor.
- 'Rose Queen'
- 'Rubra'
- 'Snow Queen' - har rent vita blommor.
- 'White Pearl' ('Weisse Perle') - har stora vita blommor.

## Synonymer
- Lathyrus alcirensis Pau, nom. nud.
- Lathyrus algericus Ginzberger, 1896
- Lathyrus brachypterus Alef., 1861
- Lathyrus ensifolius Badaro, 1824
- Lathyrus laevigatus Arechav., nom. illeg.
- Lathyrus latifolius f. albiflorus Moldenke, 1973
- Lathyrus latifolius f. lanceolatus Freyn
- Lathyrus latifolius f. rubicundus Moldenke, 1973
- Lathyrus latifolius subsp. ensifolius (Badaro) Nyman, 1878
- Lathyrus latifolius var. angustifolius Koch, 1846
- Lathyrus latifolius var. ensifolius (Badaro) Pospichal ead. comb. Rouy, 1899
- Lathyrus latifolius var. genuinus Godr., 1848, nom. inval.
- Lathyrus latifolius var. neglectus Puel, 1852
- Lathyrus latifolius var. splendens Groenl. & Rümpler, 1872-1873
- Lathyrus grandiflorus Láng, 1824, nom. illeg.
- Lathyrus laevigatus Arech., 1865
- Lathyrus megalanthos Steudel, 1841
- Lathyrus membranaceus C.Presl, 1822
- Lathyrus neglectus Puel, 1852
- Lathyrus purpureus Gilib., 1782, nom. inval.
- Lathyrus sylvestris subsp. ensifolius (Badaro) Nyman, 1878
- Lathyrus sylvestris subsp. latifolius (L.) Arcangeli, 1882
- Pisum latifolium (L.) E.H.L.Krause, 1901